# پوتگارتن
پوتگارتن (به آلمانی: Putgarten) یک شهر در آلمان است که در فرپومرن-روگن واقع شده‌است. پوتگارتن ۲۸۹ نفر جمعیت دارد.